# Chiesa dei Santi Materno e Lucia
(Alessandro Manzoni, I promessi sposi, capitolo IV, 1840)
La chiesa dei Santi Materno e Lucia e l'ex convento dei frati Cappuccini (detto di Fra Cristoforo) si trovano nel quartiere di Pescarenico a Lecco, in piazza Padre Cristoforo.

Seppur nel 1810 il convento venne soppresso, esso fu dichiarato nel 1940 monumento nazionale da Re Vittorio Emanuele III simultaneamente alla villa del Manzoni al Caleotto.
Il tempio, consacrato nel 1600, parrocchiale dal 1897, era in principio il luogo di culto dell'adiacente Convento dei frati Cappuccini di Pescarenico, reso celebre dal capolavoro letterario del Manzoni nel romanzo de I Promessi Sposi, il quale lo cita espressamente come sede conventuale di Fra Cristoforo.

## Storia
La chiesa fu costruita nel 1576 da Hurtado de Mendoza, cavaliere di Sant'Jago e governatore della piana di Lecco, per volere di San Carlo Borromeo come tempio per l'adiacente Convento dei Cappuccini. Venne dedicato, assieme alla chiesa, a San Francesco d'Assisi e affidato ai frati francescani, i quali lo adibirono ad alloggio per i confratelli provenienti da Bergamo che si recavano a Como o Domaso.

L'edificio subì varie trasformazioni a partire dall'età barocca divenendo persino caserma per le truppe francesi nel 1789. Nel 1810 il convento fu soppresso e venduto ai privati per volere di Napoleone Bonaparte e la chiesa, che nel frattempo venne dedicata a San Materno, fu interessata da ulteriori interventi di ristrutturazione nel corso del XIX secolo. Al decennio 1824-1834, risalgono molti lavori, tra cui il rifacimento della facciata tradizionalmente riferita all'architetto lecchese Giuseppe Bovara per poi essere dedicata anche a Santa Lucia, presumibilmente in omaggio al Manzoni. Il tempio venne ulteriormente restaurato nel 1981.

Tra i personaggi noti che frequentarono la parrocchiale figurano Antonio Stoppani e i membri della famiglia Manzoni fra cui lo stesso Alessandro.

## Struttura
L'edificio, che non a caso si affaccia sulla piazza intitolata alla figura manzoniana di Padre Cristoforo, presenta la struttura tipica delle chiese francescane, caratterizzate da una semplice navata con soffitto a capanna e arconi trasversi. Il presbiterio di forma rettangolare è sovrastato da una volta a botte mentre il retrostante abside presenta un perimetro quadrangolare.

### Esterno

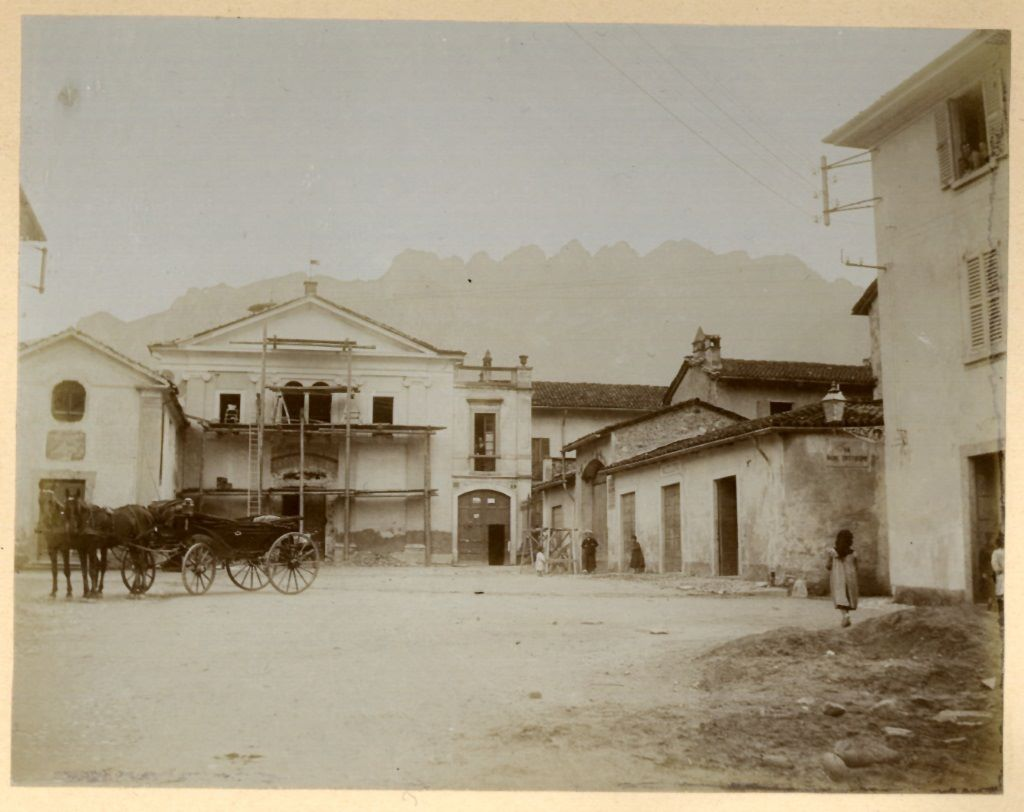
Pescarenico, veduta urbana con la chiesa; 22 giugno 1903.

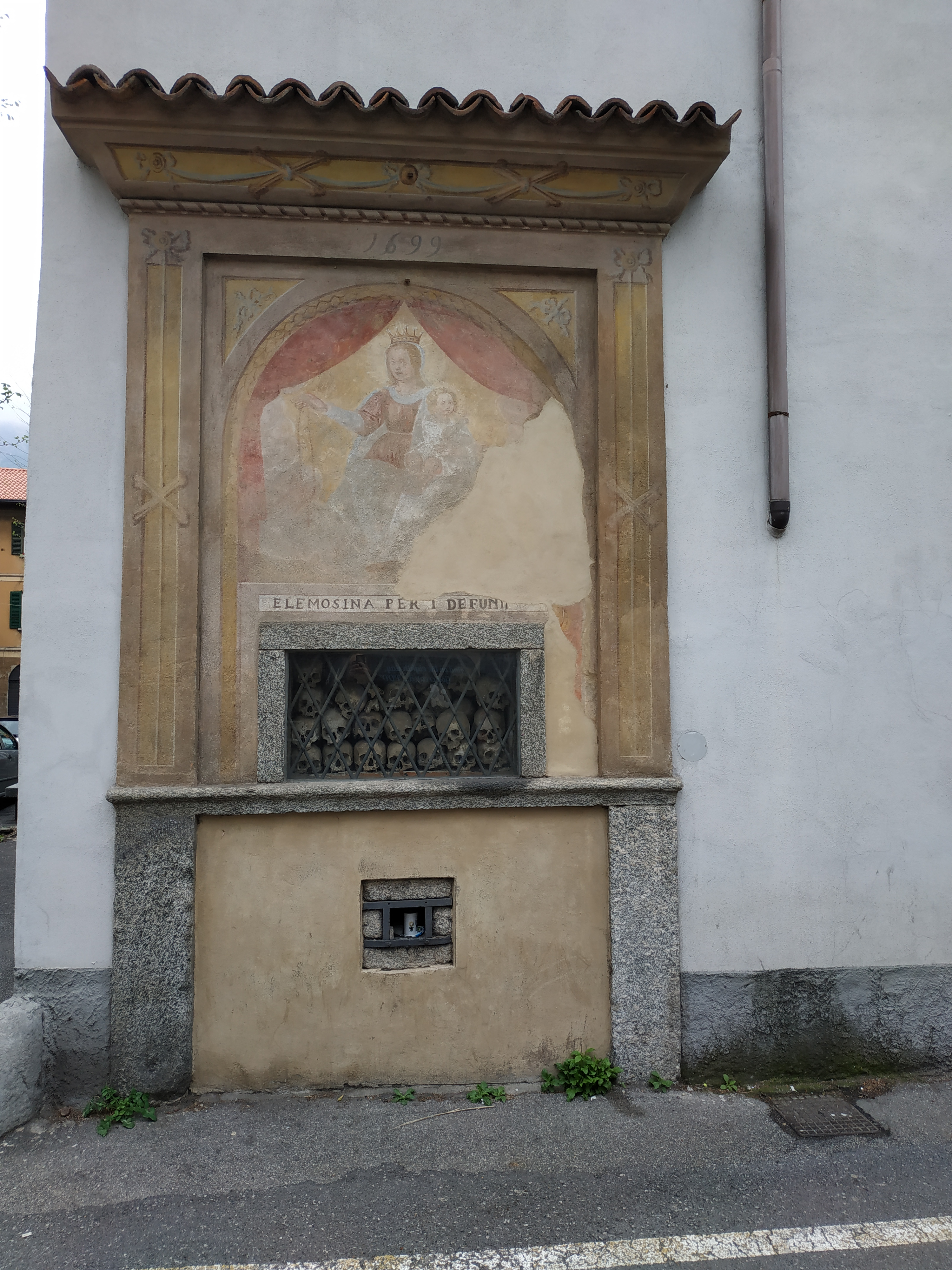
Cappella dei morti di peste a Pescarenico

L'edificio religioso, che domina la piazza, è posto il posizione arretrata ma comunque dominante sull'adiacente Cappella di San Gregorio posta sulla sinistra. La facciata è rappresentata da quattro lesene decorative con capitello ionico e un frontone a timpano di impronta neoclassica. Posta centralmente sopra il portone principale si trova una finestra bifora addizionata ad altre due semplici laterali.

Congiunto sul fianco destro della chiesa si trova l'ingresso dell'antico Convento dei frati Cappuccini.
La cappella sulla sinistra riporta, sul lato rivolto verso la chiesa, una lapide in memoria dei caduti nei due conflitti mondiali; funge da base per la torre campanaria che venne edificata nel corso del Novecento andandosi ad aggiungere al settecentesco campanile di foggia triangolare noto come Campaniletto situato sopra la sacrestia e recentemente ripristinato poiché fu danneggiato da un fulmine nel 1713.

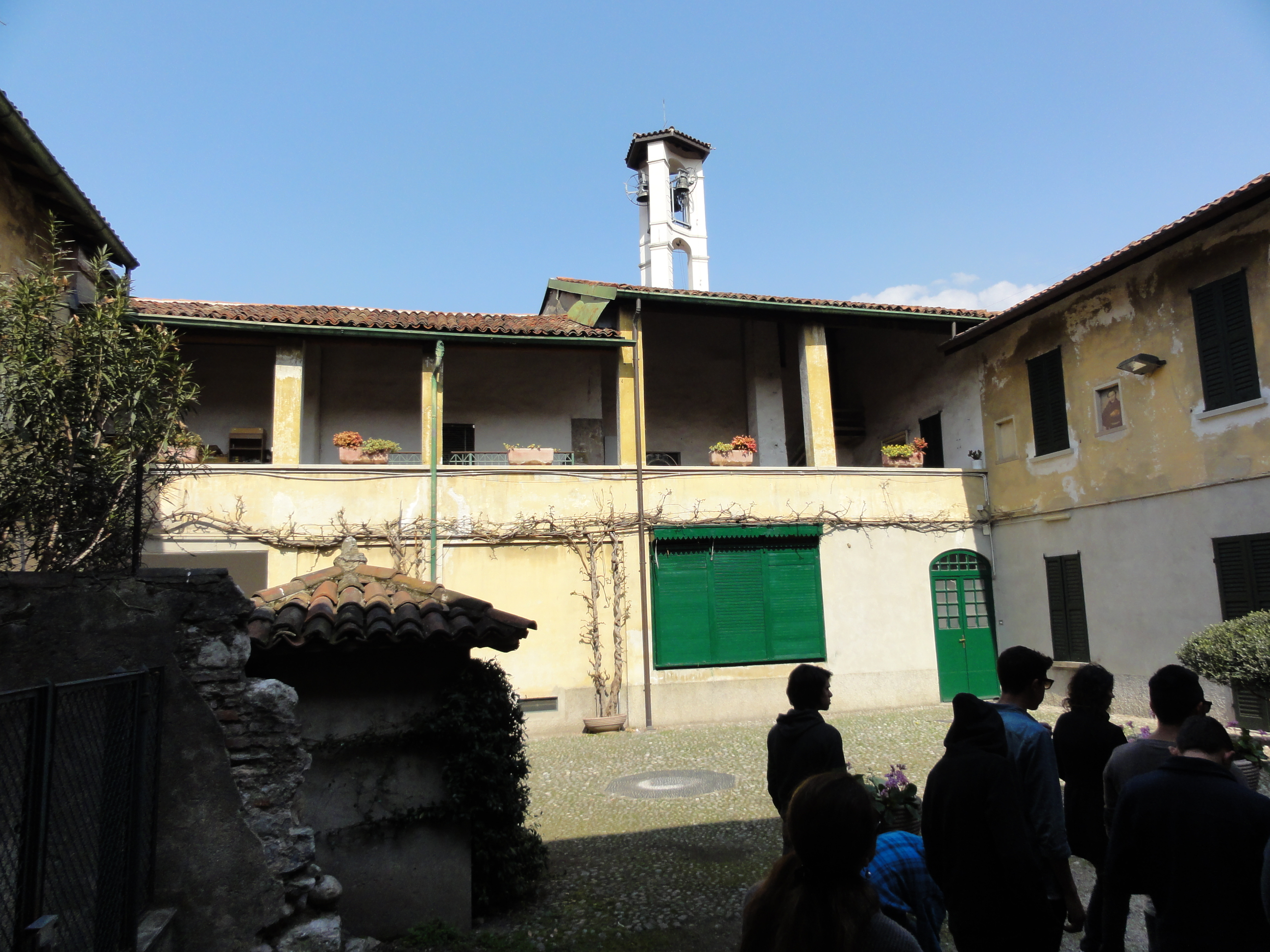
Attuale composizione del convento e, sullo sfondo, il caratteristico campaniletto

Sul lato opposto della piazza si trova un anonimo e trascurato Ossario del 1699 con una finestra ferrata all'interno della quale restano ben visibili numerosi teschi umani risalenti ai Frati francescani morti in seguito all'epidemia di Peste del 1630 oltre una piccola fessura in pietra sottostante che fungeva da raccolta delle offerte per i defunti connessi alla terribile calamità ampiamente descritta anche dal Manzoni nel suo romanzo.

### Interno
Dopo la soppressione del convento furono aggiunte delle cappelle sul lato sinistro della navata mantenendo comunque la struttura semplice ed essenziale della regola francescana, impreziosita da pregiati arredi ed opere d'arte quali l'altare maggiore risalente al XVI secolo e le decorazioni del soffitto ligneo a finti lacunari intervallati da tondi con figure di angeli musicanti e da riquadri con le Virtù e gli Evangelisti, realizzate all'inizio del Novecento dal pittore valsassinese Luigi Tagliaferri.
La prima cappella, detta del Crocefisso, è ricavata dall'oratorio e al suo interno si trovano un altare e delle balaustre in marmo del primo Settecento; nella seconda, dedicata all'Addolorata, è sepolto il governatore spagnolo Hurtado de Mendoza. L'altare in legno parrebbe un assemblaggio di elementi del tardo Cinquecento e altri ottocenteschi; la terza contiene una delle opere d'arte più singolari del Lecchese: si tratta di nove teche di vetro contenenti composizioni di un artista ignoto in cera policroma riferibili alla cultura napoletana del tardo Seicento provenienti dalla distrutta chiesa lecchese di San Giacomo, che rappresentano sette scene ispirate al Nuovo Testamento sulla vita di Cristo e della Vergine, oltre a due scene della vita dei Santi Francesco e Chiara. Nella nicchia centrale è posta la statua lignea dell'Addolorata (fine XVII-inizio XVIII secolo). L'insieme fu assemblato presumibilmente in epoca neoclassica con la realizzazione della struttura architettonica mascherata da decorazioni barocche.

Sul lato destro dell'edificio, insieme a due stendardi ricamati, si trova una delle più importanti testimonianze della pittura lombarda del XVII secolo presente a Lecco. La tela, proveniente dall'altare maggiore, è uno splendido dipinto di Giovan Battista Crespi detto Cerano, illustrante San Francesco d'Assisi e San Gregorio Magno in evidente allusione ai santi titolari delle due chiese di Pescarenico che adorano la Santissima Trinità.

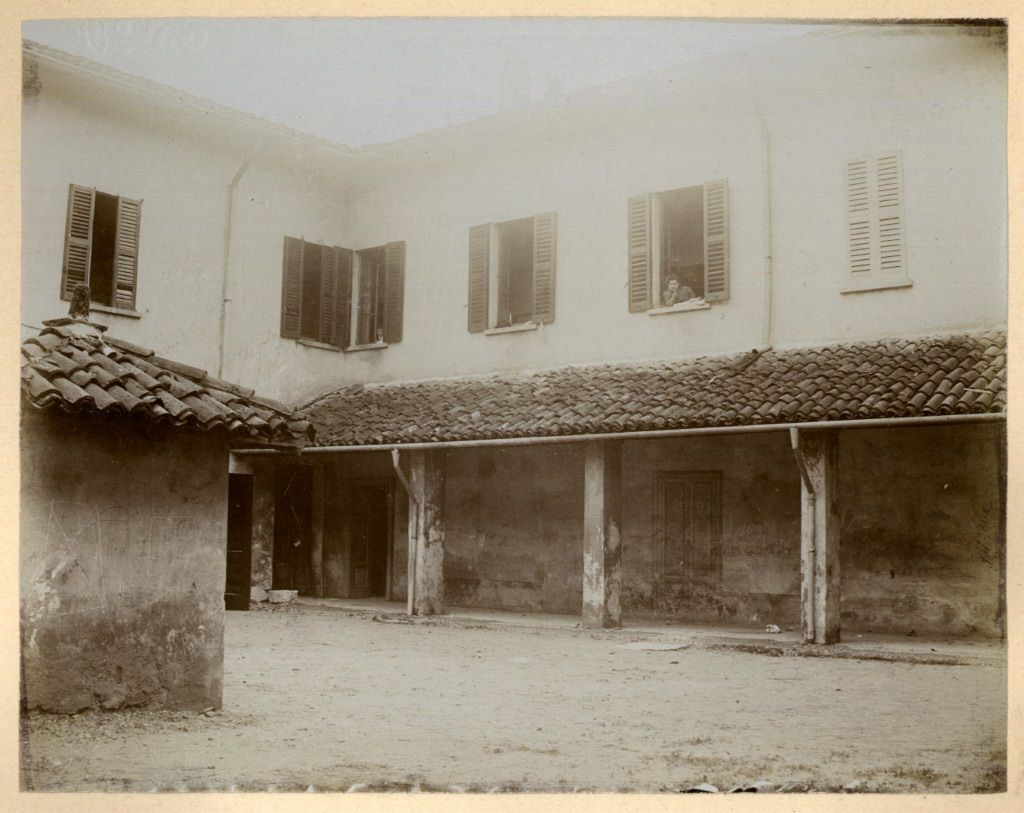
Convento dei frati cappuccini adiacente alla chiesa

### Il convento dei Cappuccini
Il convento, soppresso in epoca napoleonica nel 1810 si sviluppava intorno ad un grande cortile quadrato tuttora visibile. Le strutture interne subirono alcuni rifacimenti nel corso del XVI e XVII secolo ma furono in gran parte alterate e convertite ad uso privato.

Data la forte vocazione manzoniana alcuni spazi originari furono recuperati e resi visitabili agli inizi del XXI secolo fra cui il pozzo e il chiostro (dove si affacciavano le celle dei frati rimaste intatte) noto come Loggiato delle noci poiché citato nell'ambientazione di un episodio del celebre romanzo.